# Podróż apostolska Jana Pawła II do Meksyku i Curaçao
47 Podróż Apostolska Jana Pawła II miała miejsce w dniach 6 – 14 maja 1990 roku. Papież Jan Paweł II odwiedził podczas niej Meksyk oraz Curaçao.

## Przebieg pielgrzymki
Meksyk:
- 6 maja: Ceremonia powitalna w Meksyku. Msza odprawiona przez papieża w bazylice sanktuarium w Guadalupe i beatyfikacja pięciu męczenników: Cristóbala, Antonia i Juana, Jose Marię de Yermo y Parres oraz Indianina Juana Diego.
- 7 maja: Guadalupe – msza w ubogiej dzielnicy Chalco. Następnie przyjazd do Veracruz i liturgia słowa z udziałem miliona wiernych.
- 8 maja: Msze dla młodzieży w Aguascalientes i San Juan de los Lagos.
- 9 maja: Meksyk: audiencja dla grupy Polaków mieszkających w Meksyku; Durango: odwiedzenie więzienia oraz msza dla około 2 milionów wiernych na placu Soriana, podczas której zostało wyświęconych 100 nowych kapłanów.
- 10 maja: Liturgia słowa w Chihuahua, następnie przejazd do Monterrey i odprawienie mszy dla około 2 milionów osób w suchym korycie rzeki Santa Catarina.
- 11 maja: Msza w Tuxtla Gutiérrez na równinie Patria Nueva dla około 400 tysięcy osób, następnie spotkanie z chorymi w Villahermosa i msza na terenie Unidad Deportiva.
- 12 maja: Msza w Zacatecas w dolinie Bufy, na którą przybyło ok. 800 tysięcy osób.

Curaçao:
- 13 maja: Msza na terenach sportowych, orędzie papieża skierowane do młodzieży.
- 14 maja: Powrót papieża do Watykanu.

## Przesłanie pielgrzymki
Podczas podróży do Meksyku Jan Paweł II poruszał kwestie związane z ewangelizacją. Podnosił również kwestię problemów społecznych w tym kraju. W Villahermosa papież mówił także o zjawisku prozelityzmu wśród sekt oraz namawiał do powrotu do Kościoła.